# Норлейцин
Норлейцин (скорочено Nle ) — амінокислота з формулою CH3(CH2)3CH(NH2)CO2H. Систематична назва цієї сполуки — 2-аміногексанова кислота.  Сполука є ізомером більш поширеної амінокислоти лейцину. Як і більшість інших α-амінокислот, норлейцин є хіральним. Це біла водорозчинна тверда речовина.

## Поширеність
Разом з норваліном норлейцин міститься в невеликих кількостях у деяких штамах бактерій, де його концентрація може наближатися до мілімолярної. Досліджено його біосинтез . Він виникає через дію 2-ізопропілмалатсинтази на α-кетобутират. Включення Nle в пептиди відображає недосконалу селективність асоційованої аміноацил-тРНК-синтетази .В експериментах Міллера-Юрі, що досліджують пребіотичний синтез амінокислот, утворюються норлейцин і особливо норвалін. 

## Використання
Він майже ізостеричний з метіоніном, навіть якщо він не містить сірки .  З цієї причини норлейцин використовувався для дослідження ролі метіоніну в амілоїдному β-пептиді (AβP), центральному компоненті сенільних бляшок при хворобі Альцгеймера . Дослідження показало, що при заміні метіоніну в позиції 35 на норлейцин нейротоксичні ефекти пептидів Aβ були повністю зведені нанівець. 